# Jonathan Guilmette
Jonathan Guilmette (Montréal, 18 août 1978 - ) est un patineur de patinage de vitesse sur piste courte québécois.

## Palmarès
- Honneurs
  - Médaille d'honneur de l'Assemblée nationale, 2002[1]
  - Médaille d'honneur de l'Assemblée nationale, 2006[2]
- Jeux olympiques
  -  Médaille d'or sur relais 5 000 m aux Jeux olympiques d'hiver de 2002 à Salt Lake City
  -  Médaille d'argent au 500 m aux Jeux olympiques d'hiver de 2002 à Salt Lake City
  -  Médaille d'argent sur relais 5 000 m aux Jeux olympiques d'hiver de 2006 à Turin

- Championnat du monde
  -  Médaille d'or sur relais 5 000 m en 2005
  -  Médaille d'argent au 1 500 m en 2004
  -  Médaille d'argent sur relais 5 000 m en 2003
  -  Médaille d'argent au 1 500 m en 2002
  -  Médaille d'argent sur relais 5 000 m en 2002
  -  Médaille d'argent au 500 m en 2001
  -  Médaille d'argent sur relais 5 000 m en 2001
  -  Médaille de bronze au 3 000 m en 2001
  -  Médaille d'argent sur relais 5 000 m en 1997

- Championnat du monde junior
  -  Médaille d'argent au 500 m en 1996
  -  Médaille de bronze au 1 500 m en 1996
  -  Médaille d'argent au 1 500 m en 1995
  -  Médaille d'or au super 1 500 m en 1995

## Meilleurs temps
- 500m : 41.217 (18 octobre 2003, Calgary, Canada)
- 1000m: 1.24.466 (21 novembre 2004, Calgary, Canada)
- 1500m: 2.11.898 (5 décembre 2003, Beijing, Chine)
- 3000m: 4.24.272 (5 décembre 2003, Beijing, Chine)